# Diámetro

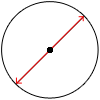
Diámetro de una circunferencia.

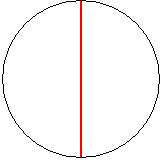
imagen de diámetro

En geometría, el diámetro es el segmento de recta que pasa por el centro y une dos puntos opuestos de una circunferencia o toda cuerda de una circunferencia que pasa por su centro.
En 3D (esfera) se define como el segmento que pasa por el centro y tiene sus extremos en la superficie de esta. Esta noción puede extenderse sin variaciones a una hiperesfera de más dimensiones. Incluso puede extenderse una noción de diámetro a figuras que no son esferas, cuando son subconjuntos de un espacio métrico arbitrario.
En muchas aplicaciones técnicas se emplea el símbolo ⌀ para la longitud del diámetro.
[Kirino mmg]

## Diámetro de un círculo

Relación entre la longitud de la circunferencia y el diámetro: π.

Euclides de Alejandría define así el diámetro en su tratado llamado Elementos:

«Un diámetro de un círculo es una recta cualquiera (segmento) que pasa por el centro y que acaba en ambas direcciones en la circunferencia del círculo; esta línea recta también divide el círculo en dos partes iguales».
Euclides de Alejandría, Elementos, libro I, definición 17.

La relación entre la longitud de la circunferencia y su diámetro es una constante que se conoce como π (pronunciadose como «pi»),  su valor se encuentra próximo a 355/113 (o 3,14159...)
Como en una circunferencia el diámetro mide el doble del radio, la longitud de la circunferencia respecto su radio r es: 2πr.

### Símbolo de diámetro
En ingeniería y otras áreas técnicas, el símbolo o variable para el diámetro es similar en tamaño y diseño a ø. Unicode ofrece el carácter 8960 (hexadecimal 2300) para el símbolo, el cual puede ser codificado en páginas web HTML como ⌀ o ⌀. Sin embargo, una adecuada presentación de dicho carácter es improbable en casi todas las situaciones, ya que la mayoría de tipos de letra no lo tienen incluido. (El navegador muestra ⌀ y ⌀ en el tipo de letra actual). Casi siempre ø es aceptable, obtenido en Windows presionando la tecla [Alt] mientras se ingresa  0 2 4 8  en el teclado numérico.
Es importante no confundirse con el símbolo de diámetro (ø) con el símbolo de conjunto vacío, similar pero en mayúsculas (Ø). El diámetro es a veces llamado también phi (pronunciado «fi»), aunque esto parece provenir del hecho de que Ø y ø se parecen a Φ y φ, la letra phi del alfabeto griego.
Se llega a abreviar como: Diá. o D.

## Diámetro de un conjunto arbitrario
En matemáticas es común extender la noción de diámetro a un conjunto arbitrario {\displaystyle A\subset X} dentro de un espacio métrico {\displaystyle (X,d)\,}, en ese contexto el diámetro se define como el número real tal que:

{\displaystyle {\mbox{diam}}(A)=\sup _{x,y\in A}d(x,y)}

El nombre «diámetro» se debe a que dentro de un espacio irregular la anterior medida coincide con el diámetro de un círculo circunscrito que contiene al conjunto irregular.

Triángulo equilátero mostrando la relación entre el diámetro del triángulo, que coincide con el lado, y el radio de la circunferencia circunscrita

Si el conjunto cuyo diámetro conocemos es un conjunto medible del espacio euclídeo bidimensional entonces se tiene la siguiente relación entre el área SA y el diámetro:

{\displaystyle {\mbox{diam}}(A)\geq 2{\sqrt {\frac {S_{A}}{\pi }}}}

El establecimiento de la desigualdad anterior es un problema clásico de isoperimetría. Otro problema clásico establece una relación entre el diámetro de un conjunto acotado, y el radio del menor circunferencia circunscrita que contiene a dicho conjunto:

{\displaystyle r\leq {\frac {{\mbox{diam}}(A)}{\sqrt {3}}}}

La igualdad se da por ejemplo para un triángulo equilátero cuya circunferencia circunscrita tiene un diámetro {\displaystyle \scriptstyle {\sqrt {3}}/2\approx \ 1,1577\dots }. El resultado es un caso particular del teorema de Jung que generaliza el resultado anterior para un espacio euclídeo de cualquier número de dimensiones.